# PAGCORシティ
PAGCORシティ (英：Entertainment City Manila、Bagong Nayong Pilipino Entertainment City Manila、またはBagong Nayong Pilipino Manila Bay Tourism City) は、かつて建設が予定されていた、アジアのラスベガスを目指したゲームおよびエンターテインメント複合施設である。

## 計画概要
これはPAGCORによって推進され、フィリピンのマニラ湾の干拓地に8 km² の敷地で建設されている。Roxas Boulevardの西側、SM Corporate District (SM Mall of Asia) の南側、パラニャーケ市（しかし、この地域はすぐにマニラ首都圏の最も新しい市として独立する予定である）に位置する。プロジェクトへの出資は150億ドルに達する。全ての出資は私企業によって賄われることになっている。
このプロジェクトは公式には"Bagong Nayong Pilipino-Entertainment City Manila"と名付けられており、出版誌によって複数の名前で呼ばれることがある。最も一般的には、"Entertainment City Manila"と呼ばれる。ここはPEZA (Philippine Economic Zone Authority) 承認の経済区域となる。
四つの統合されたリゾートプロジェクトが建設される予定となっていた。